# Potámia (Corfou)
Potámia (grec moderne : Ποτάμια) est une localité située dans le dème de Corfou-Sud, dans le district régional de Corfou, dans la périphérie des Îles Ioniennes, en Grèce.
Selon le recensement de 2021, elle compte 14 habitants.